# VRT Canvas
VRT Canvas ist ein belgischer Fernsehsender in niederländischer Sprache, der von der Vlaamse Radio- en Televisieomroep (VRT) veranstaltet wird. Bis zum 14. Mai 2012 teilte der Sender das Programm mit dem Kinderprogramm Ketnet, welches danach einen eigenen Sender erhielt.
Canvas bietet sowohl eigene Produktionen als auch gekaufte Sendungen in den Bereichen Nachrichten, Wissenschaft, Geschichte, Kultur, Fiktion und Humor. Am Wochenende werden regelmäßig Sportsendungen des Sportfensters Sporza ausgestrahlt.